# 27480 Heablonsky
27480 Heablonsky è un asteroide della fascia principale. Scoperto nel 2000, presenta un'orbita caratterizzata da un semiasse maggiore pari a 2,3389788 UA e da un'eccentricità di 0,1912130, inclinata di 9,02161° rispetto all'eclittica.